# コミュニケーション的行為の理論
『コミュニケーション的行為の理論』（Theorie des kommunikativen Handelns）は、1981年に出版されたユルゲン・ハーバーマスの著作。
モダン及びポストモダンの時代の社会におけるコミュニケーション的行為の実践的・理論的な意義を批判的に扱っている。全二巻。

## 邦訳
- 丸山徳次・丸山高司訳『コミュニケイション的行為の理論』（未来社、1985-1987年） - 上中下三巻